# Малий Станіславув
Малий Станіславув (пол. Mały Stanisławów) — село в Польщі, у гміні Станіславув Мінського повіту Мазовецького воєводства.
Населення — 87 осіб (2011).
У 1975-1998 роках село належало до Седлецького воєводства.

## Демографія
Демографічна структура станом на 31 березня 2011 року:
|          | Загалом | Допрацездатний вік | Працездатний вік | Постпрацездатний вік |
| -------- | ------- | ------------------ | ---------------- | -------------------- |
| Чоловіки | 42      | 6                  | 32               | 4                    |
| Жінки    | 45      | 9                  | 28               | 8                    |
| Разом    | 87      | 15                 | 60               | 12                   |